# Uriel (zespół muzyczny)
Uriel – brytyjski zespół grający blues-rock, rock psychodeliczny i rock progresywny. Został założony w grudniu 1967 roku w Londynie, którego w skład wchodzili Steve Hillage (gitara, śpiew; ur. 2 sierpnia 1951 roku), Dave Stewart (organy; ur. 30 grudnia 1950 roku), Clive Brooks (perkusja; ur. 28 grudnia 1949 roku, zm. 5 maja 2017 roku) i Mont Campbell (gitara basowa, śpiew; ur. 30 grudnia 1950 roku). Zespół wydał swój jedyny album pod przybraną nazwą Arzachel w lipcu 1969 roku.

## Historia
Grupa została założona w okresie, kiedy Hillage, Campbell i Stewart uczęszczali do City of London School w Londynie. Po pozyskaniu Brooksa z ogłoszenia w Melody Maker, zespół początkowo grał covery Cream, Jimiego Hendrixa, Johna Mayalla & the Bluesbreakers i The Nice. Nazwa zespołu Uriel pochodzi od imienia biblijnego archanioła; według Dave’a Stewarta inspiracją tej nazwy, był poemat Johna Miltona „Raj utracony. Po odejściu Hillage’a w sierpniu 1968 roku by podjąć studia na Uniwersytecie Kent, pozostałe trio zaczęło grać własny materiał napisany przez Campbella i Stewarta. Uginając się pod presją menadżerów (nazwa rzekomo brzmiała jak „pisuar” (ang. urinal)), w styczniu 1969 roku zmienili nazwę na Egg. Wkrótce po podpisaniu przez Egg kontraktu z wytwórnią Decca w maju 1969 roku, zespół poznał właściciela małego studia nagraniowego Studio 19 Petera Wickera, który dał muzykom możliwość nagrania albumu studyjnego w konwencji rocka psychodelicznego. W efekcie w czerwcu 1969 roku ze Steve’em Hillage’em (gdy miał przerwę wakacyjną na studiach) nagrał swoją jedyną płytę pod nową przybraną nazwą Arzachel (nazwa pochodzi od krateru na księżycu, który sam został nazwany na cześć średniowiecznego hiszpańskiego astronoma pochodzenia arabskiego Az-Zarkali). Koszt nagrania wyniósł 250 funtów. Okładkę albumu zaprojektował klawiszowiec Dave Stewart. Ponieważ Egg miał już podpisany kontrakt z wytwórnią Decca, wszyscy występowali pod pseudonimami na płycie. Hillage przyjął nazwisko Simeon Sasparella, które „dobrze nadawało się na próby mikrofonu”, Stewart – Sam Lee-Uff (nazwisko jego nauczyciela łaciny), Brooks – Basil Downing (znienawidzony nauczyciel matematyki), Campbell – Njerogi Gategaka. Ich „biografie”, choć zmyślone, to jednak zawierają pewną dozę prawdy (choćby w przypadku Monta Campbella, który urodził się w Egipcie, dorastał w Kenii, a do Wielkiej Brytanii przeprowadził się gdy miał 11 lat):
- Simon Sasparella (Steve Hillage) – gitara prowadząca i śpiew. Sim urodził się w Seatoller w Cumberland w 1948 roku, a na gitarze gra od 11 lat. Jego mroczna północna surowość jest zrównoważona jego sposobu bycia chłodem. Te dwie cechy odzwierciedlają się w jego grze – ciężka, emocjonalna praca i miękkie, subtelne dźwięki. Wierzy, że muzyka jest jedyną naprawdę fizyczną formą sztuki – i przez całe życie poszukuje ostatecznej muzycznej mocy, w tej samej skali, co skaliste turnie Lake District, z których pochodzi.
- Njerogi Gategaka (Mont Campbell) – gitara basowa i śpiew. Njerogi urodził się w Mzumi Springs, małym przygranicznym miasteczku w północnej części kenijskiej doliny ryftowej. Kształcił się na perkusistę Manjanga do lokalnych tańców Kyuma, jednak w 1962 roku przyjechał z rodziną do Anglii. W Brighton mieszkał przez pięć lat, po czym przeniósł się do Londynu, gdzie wraz z Simem, Basilem i Samem założył Arzachel. Uważa, że muzyka wywodzi się w dużej mierze z popędu seksualnego, a oba te elementy mają integralną rolę w rytmie, czego nauczono go w ramach nauki gry na perkusji.
- Basil Dowling (Clive Brooks) – perkusja. Basil urodził się w Tottenham w 1947 roku. Jak można się było spodziewać, w młodości był zagorzałym kibicem Tottenham Hampton F.C., ale zdecydował, że nie będzie już rozsądnie chodzić na mecze piłkarskie, kiedy jego krępe, krzaczaste włosy osiągnęły długość do ramion. Grał w siedmiu grupach, grający każdy możliwy styl muzyczny, od zespołu tanecznego po skiffle. Basil jest silnym, brutalnym perkusistą; znany jest z tego, że potrafi złamać czternaście pałeczek w ciągu jednego taktu. Uważa, że gdyby nie muzyka Arzachel, jego przemoc nadal wyrażałaby się w podcinaniu siedzeń i rzucaniu papierem toaletowym.
- Sam Lee-Uff (Dave Stewart) – organy. Sam urodził się w Lewisham w 1949 roku – już w wieku dwóch lat umiał grać na pianinie, a w wieku siedmiu lat zaczął pobierać lekcje gry na organach. Został wyrzucony z publicznej szkoły i spędził osiem miesięcy, żyjąc na bruku, grając na zniszczonym akordeonie na rogach ulic. Określa to mianem okresu, w którym się „zawiesił”. Kiedy scena psychodeliczna zaczęła rozkwitać, Sam dołączył do różnych nieudanych grup. Arzachel był wynikiem spotkania z Simem i Njerogim. Do ulubionych artystów Sama należą Heinz, Mike Ratledge, Holst, PJ Proby, Vincent Crane. Wierzy, że muzyka jest wyrazem własnego wnętrza – ta ekspresja, jak mówi, doprowadzi do ostatecznego duchowego wyzwolenia osobowości.

## Arzachel
Album Arzachel został nagrany tzw. „na setkę” i zmiksowany podczas jednej sobotniej sesji w Denmark Street Studios w Londynie. Na stronie A znalazły się cztery krótkie utwory, natomiast strona B składa się z dwóch długich kompozycji, z których najdłuższy to 17-minutowy jam zatytułowany „Metempsychosis”. Płyta została wydana w krótko działającej wytwórni Evolution (w której ukazał się również debiut Raw Material) i szybko stała się przedmiotem zainteresowania kolekcjonerów. Uważa się, że piracka wersja krążyła w późnych latach 70., a w ostatnich latach była często nielegalnie kopiowana. Ostatecznie została wydana na CD przez Drop Out Records w 1994 roku.

## Reedycja
Album został ponownie wydany 7 grudnia 2007 roku jako Arzachel Collectors Edition by Uriel (2007, Egg Archive CD69-7201). To oficjalne wydanie zespołu zawiera zremasterowaną wersję oryginalnego albumu oraz cztery niepublikowane studyjne nagrania demo Uriel, jeden utwór mówiony i fragment nagrania koncertowego nagranego w 1968 roku. Steve Hillage gra na dwóch z tych bonusowych utworów. Reedycja zawiera również 20-stronicową książeczkę opowiadającą historię grupy własnymi słowami muzyków, wraz ze zdjęciami z epoki i grafikami.
Dostępna jest również 60-stronicowa broszura Copious Notes, licząca 26 000 słów. Napisana przez Dave’a Stewarta, Monta Campbella oraz ich bliskiego przyjaciela Antony’ego Vinalla, opowiada historię Uriel, Arzachel, Egg i The Ottawa Company, od powstania Uriel na początku 1968 roku do powstania ostatniego albumu Egg The Civil Surface w 1974 roku. Broszura zawiera osobiste wspomnienia, anegdoty, krótkie historie, przypadkowe wspomnienia, obserwacje społeczne, szczegóły z epoki, analizy muzyczne oraz teksty piosenek, jak również bezcenną kolekcję archiwalnych zdjęć wykonanych przez Terry’ego Yettona i muzyków.

## Muzycy
- Steve Hillage – gitara, śpiew
- Dave Stewart – organy
- Mont Campbell – gitara basowa, śpiew
- Clive Brooks – perkusja (zmarły 2017)[11][12]

## Dyskografia

### Albumy studyjne
- Arzachel (1969, Evolution, reedycja z bonusami 2007) (jako Arzachel)